# Vladimir (okręg Gorj)
Vladimir – wieś w Rumunii, w okręgu Gorj, w gminie Vladimir. W 2011 roku liczyła 699 mieszkańców.